# المقاطعة (فلم)
المقاطعة هو فيلم وثائقي للمخرجة جوليا باشا، مدته 70 دقيقة أنتج عام 2021. عُرض لأول مرة في 14 نوفمبر 2021 في نيويورك، وشارك الفيلم في مهرجان ساوث باي ساوث ويست عام 2022، وفي مهرجان هيومن رايتس ووتش السينمائي. يعرض الفيلم قصة ثلاثة أمريكيين قاموا برفع دعوى ضد حكومات ولاياتهم رداً على قوانين مكافحة المقاطعة، مما تسبب في إلغاء عقود أعمالهم التجارية، بعد رفضهم التعهد بعدم المشاركة في مقاطعة إسرائيل.

## عن الفيلم
يعرض الفيلم قوانين مكافحة المقاطعة وقضايا حرية التعبيرعن الرأي، من خلال قصص ناشطة، ومحام، وأخصائية علاج النطق لدى الأطفال. حيث يوثق هذا الفيلم نضال ثلاثة مواطنين أمريكيين، من خلفيات متنوعة، من أجل حماية حقهم في المقاطعة في أمريكا. كما يبرز الفيلم قوانين في أكثر من 30 ولاية أمريكية التي تجرم المقاطعة، وهي تطلب بشكل صريح من الأفراد والمؤسسات التعهد بعدم مقاطعة الاحتلال الإسرائيلي. وينطلق الفيلم من معركة قانونية يخوضها أفراد يواجهون خيارًا صعبًا بين الحفاظ على وظائفهم ومبادئهم السياسية. يقرر هؤلاء الأفراد رفع القضية إلى القضاء، ومع تطور الأحداث، يتكشف مدى التدخل الذي تعرضت له المؤسسات التشريعية في الولايات المتحدة.